# Сен Пјер (Долина Аосте)
Сен Пјер (итал. Saint-Pierre) је насеље у Италији у округу Долина Аосте, региону Долина Аосте.
Према процени из 2011. у насељу је живело 2830 становника. Насеље се налази на надморској висини од 713 м.

## Становништво
Према резултатима пописа становништва 2011. у општини је живело 3.112 становника.
| 1931. | 1936. | 1951. | 1961. | 1971. | 1981. | 1991. | 2001. | 2011. |
| ----- | ----- | ----- | ----- | ----- | ----- | ----- | ----- | ----- |
| 1.235 | 1.234 | 1.384 | 1.382 | 1.473 | 1.797 | 2.199 | 2.615 | 3.112 |

## Партнерски градови
- Saint-Pierre-en-Faucigny